# محمد السندي
محمد عبده السندي (من مواليد 4 أبريل 1952) محامٍ ودبلوماسي يمني شغل منصب السفير ونائب المندوب الدائم لليمن لدى الأمم المتحدة من 1998 إلى 2001 ، ورئيس بروتوكول اليمن من 1994 إلى 1998.  يشغل حاليًا منصب ممثل المركز العربي للدراسات الاستراتيجية لدى الأمم المتحدة ، ويعمل منذ عام 2001.

## النشأة والتعليم
ولد محمد عبده السندي في 4 أبريل 1952 في مستعمرة عدن البريطانية ( عدن الآن ، اليمن ). حصل السندي على إجازة في القانون من جامعة عدن وشهادة العلاقات الدولية من المدرسة الوطنية للإدارة . وهو أيضًا خريج المعهد الدولي لحقوق الإنسان ، وجامعة باريس ، ومعهد الأمم المتحدة للتدريب والبحث ، وجامعة كولومبيا . 

## المهنة الدبلوماسية
من عام 1987 إلى عام 1990 ، كان السندي مستشارًا في سفارة اليمن في فرنسا ؛ من 1990 إلى 1994 كان وزيرا مفوضا في سفارة اليمن في هولندا . من 1994 إلى 1998 كان رئيس المراسم اليمنية ، حيث شغل منصب السلطة الرئيسية في البروتوكول الدبلوماسي الوطني والدولي في اليمن. عين سفيرا ونائبا للممثل الدائم لليمن لدى الأمم المتحدة عام 1998 ، وخدم حتى عام 2002. كواحد من أبرز دبلوماسيي اليمن ، دعا السندي إلى حلول متعددة الأطراف للقضايا الإنسانية والاجتماعية والصحية العالمية. كان السندي مستشارا لقمة الألفية . تم انتخابه لمنصب في عام 2001 في المجلس التنفيذي لليونيسف المكون من خمسة أشخاص ، حيث مثل المجموعة الآسيوية .  

## المهنة الأكاديمية
منذ عام 2001 ، يشغل السندي منصب ممثل المركز العربي للدراسات الاستراتيجية ، وهو مركز فكري تشاركه الأمم المتحدة برئاسة الرئيس علي ناصر محمد ، لدى الأمم المتحدة . من بين الجوائز الأخرى ، تم اختياره كعضو فخري في Sigma Xi .

## الحياة الشخصية
يقيم هو وزوجته آسيا أ. السندي في فيرفيو ، مقاطعة بيرغن ، نيو جيرسي . لديهم ثلاثة أولاد وفتاتان.